# Zosperamerus
Zosperamerus is een geslacht van rechtvleugeligen uit de familie veldsprinkhanen (Acrididae). De wetenschappelijke naam van dit geslacht is voor het eerst geldig gepubliceerd in 1908 door Bruner.

## Soorten
Het geslacht Zosperamerus omvat de volgende soorten:
- Zosperamerus albopictus Bruner, 1910
- Zosperamerus colombiae Descamps, 1976
- Zosperamerus limonensis Descamps & Rowell, 1984
- Zosperamerus planus Roberts, 1973
- Zosperamerus virgatus Roberts, 1973
- Zosperamerus vittatus Bruner, 1922
- Zosperamerus zonatipes Bruner, 1908